# デイヴィッド・ウィームズ (第4代ウィームズ伯爵)
第4代ウィームズ伯爵デイヴィッド・ウィームズ（英語: David Wemyss, 4th Earl of Wemyss PC、1678年4月29日洗礼 – 1720年3月15日）は、スコットランドの貴族、政治家。

## 生涯
バーンティスランド卿ジェームズ・ウィームズ（1685年没）と第3代ウィームズ女伯爵マーガレット・ウィームズ（1659年 – 1705年）の息子として生まれ、1678年4月29日に洗礼を受けた。
1705年3月11日/5月に母が死去すると、ウィームズ伯爵の爵位を継承、1705年6月28日にスコットランド議会議員に就任した。同年にスコットランド枢密院の枢密顧問官、スコットランド王国とイングランド王国の合同交渉におけるスコットランド代表の1人に任命された。1707年にグレートブリテン王国が成立すると、同年2月13日にスコットランド貴族代表議員に当選した（1708年イギリス総選挙で再選した）。また、1706年にスコットランド海軍卿に就任、グレートブリテン王国成立によりスコットランド海軍卿が撤廃されると、代わって創設されたスコットランド海軍次官に就任した。
1720年3月15日に死去、長男デイヴィッドが早世したため次男ジェームズが爵位を継承した。

## 家族
1697年8月13日、アン・ダグラス（Anne Douglas、1700年2月23日没、初代クイーンズベリー公爵ウィリアム・ダグラスの娘）と結婚、2男をもうけた。
- デイヴィッド（1698年10月3日 – 1715年12月16日）
- ジェームズ（1699年8月30日 – 1756年3月21日） - 第5代ウィームズ伯爵、子供あり

1709年1月5日、メアリー・ロビンソン（Mary Robinson、1712年9月8日没、第2代準男爵サー・ジョン・ロビンソンの娘）と再婚した。
1716年7月5日以降、エリザベス・シンクレア（Elizabeth St Clair、1721年没、の娘）と再婚、1男2女をもうけた。
- デイヴィッド - 早世
- エリザベス（1747年2月20日没） - 1734年4月17日以降、第17代サザーランド伯爵ウィリアム・サザーランドと結婚、子供あり
- マーガレット（1779年8月11日没） - 1740年4月12日、第8代マリ伯爵ジェームズ・ステュアートと結婚、子供あり